# Flowers (série de televisão)
Flowers é uma série de televisão britânica escrita por Will Sharpe e estrelada por Olivia Colman e Julian Barratt. Foi encomendado pela rede Channel 4, em associação com o serviço de streaming estadunidense Seeso. A primeira temporada estreou no Reino Unido em 25 de abril de 2016. Nos Estados Unidos, todos os 6 episódios foram lançados online em 5 de maio de 2016. A série foi cancelada após a segunda temporada.

## Elenco

### Principal
- Olivia Colman — Deborah Flowers
- Julian Barratt — Maurice Flowers
- Will Sharpe — Shun
- Colin Hurley — Barry
- Daniel Rigby — Donald Flowers
- Sophia Di Martino — Amy Flowers
- Leila Hoffman — Hattie Flowers

### Secundário
- Georgina Campbell — Abigail (1° temporada)
- Angus Wright — George (1° temporada)
- Harriet Walter — Hylda (2° temporada)

## Temporadas
| Temporada | Temporada | Episódios | Episódios | Originalmente exibido | Originalmente exibido |
| Temporada | Temporada | Episódios | Episódios | Estreia da temporada  | Final da temporada    |
| --------- | --------- | --------- | --------- | --------------------- | --------------------- |
|           | 1         | 6         | 6         | 25 de abril de 2016   | 29 de abril de 2016   |
|           | 2         | 6         | 6         | 11 de junho de 2018   | 15 de junho de 2018   |

## Recepção
No Rotten Tomatoes a primeira temporada da série tem 100% de aprovação com base em 11 avaliações. O consenso da crítica do site diz: "Uma mistura florescente de drama familiar e loucura melancólica, Flowers é um deleite distorcido".